# Allium platyspathum
Allium platyspathum — вид рослин з родини амарилісових (Amaryllidaceae); поширений у центральній Азії.

## Опис
Цибулина одиночна або рідко парна, циліндрична до яйцеподібно-циліндрична, діаметром 1–2 см; зовнішні оболонки від чорнувато-сірих до чорних; внутрішні шари сірувато-бузкові або світло-рожево-білі, перетинчасті. Стеблина 10–60(100) см, циліндричне, вкрите листовими піхвами лише в основі або на 1/3–1/2 довжини. Листки широко лінійні, від коротших до трохи довших, ніж стеблина, шириною 2–17 мм, плоскі. Оцвітина рожева або рожево-бузкова; сегменти ланцетні до лінійно-ланцетних, 6–8 × 1.5–2 мм; внутрішні трохи довші, ніж зовнішні. 2n=16.

## Поширення
Поширення: Сіньцзян — Китай, Афганістан, Казахстан, Киргизстан, Монголія, Алтай — Росія, Таджикистан, Узбекистан.